# Tinga
Paulo César Fonseca do Nascimento, genannt Tinga, (* 13. Januar 1978 in Porto Alegre) ist ein ehemaliger brasilianischer Fußballspieler.

## Karriere

### Allgemein
Sein Spitzname „Tinga“ bezieht sich auf den Namen des Viertels „Restinga“ in Porto Alegre, in dem er aufgewachsen ist. Er ist 1,70 m groß und wiegt 65 kg. Er gilt als ein vielseitig einsetzbarer Mittelfeldspieler, der immer auch Torgefahr ausstrahlt. Laut dem Sportmagazin kicker ist Tinga „immer anspielbar, ball- und passsicher sowie lauf- und zweikampfstark“, was in der Fanszene von Borussia Dortmund zu dem Beinamen das Tier führte. Er selbst sagte von sich: „Wenn es gut läuft, bin ich nicht der Beste. Und wenn es Schwierigkeiten gibt, nicht der Schlechteste.“

### Verein
Am 16. August 2006 wurde Tinga mit seinem Verein SC Internacional durch ein 2:2 im Rückspiel (nach einem 2:1-Auswärtssieg im Hinspiel) gegen den FC São Paulo Sieger der Copa Libertadores 2006. In diesem Spiel erzielte er das zwischenzeitliche 2:1 (Endstand 2:2) und erhielt unmittelbar im Anschluss daran die Gelb-Rote-Karte, weil er sich das Trikot beim Torjubel über den Kopf zog, wo auf einem T-Shirt „Obrigado Jesus“ („Danke Jesus“) zu lesen war.
Sein Wechsel zur Saison 2006/07 von Internacional zu Borussia Dortmund wurde am 17. August 2006 bekannt gegeben. Tinga unterschrieb einen Dreijahresvertrag bis zum 30. Juni 2009 beim BVB und lief dort ebenso wie zuvor bei Internacional mit der Rückennummer 7 auf. Mit Borussia Dortmund stand er am 19. April 2008 im DFB-Pokal-Finale in Berlin, das die Mannschaft mit 1:2 gegen den FC Bayern München verlor.
Am Ende der Saison 2009/10 verließ Tinga den BVB und kehrte zu seinem alten Verein SC Internacional zurück.
Im Mai 2012 wechselte Tinga zum Cruzeiro EC nach Belo Horizonte. Bei diesem beendete er nach der Saison 2014 seine aktive Laufbahn. Seit Januar 2017 arbeitet er für den Klub als Manager. Am 16. Oktober 2017 wurde bekannt, dass Tinga seinen Vertrag bei Cruzeiro zum Jahresende beenden wird.

### Nationalmannschaft
Tinga bestritt vier Länderspiele für Brasilien. Nach zwei Partien im Jahr 2001 kam er im November 2006 nach fünf Jahren Unterbrechung wieder zu einem Einsatz in der 'Seleção'. Sein letztes Spiel für Brasilien bestritt er im Jahr 2007 in einem Freundschaftsspiel gegen Portugal.

## Erfolge
Grêmio 
- Copa do Brasil: 1997, 2001

SC Internacional
- Copa Libertadores: 2006, 2010

Cruzeiro EC
- Staatsmeisterschaft von Minas Gerais: 2014
- Campeonato Brasileiro: 2013,  2014

## Diskriminierung
Im Februar 2014 wurde Tinga im Zuge eines Gruppenspiels bei der Copa Libertadores gegen Real Garcilaso rassistisch beleidigt. Bei jeder seiner Ballberührungen imitierten die Fans von Real Affenlaute. Die brasilianische Präsidentin Dilma Rousseff veröffentlichte hierzu über Twitter eine Kritik. Sie wie auch Joseph Blatter stuften den Vorgang als Rassismus ein. Der peruanische Präsident Ollanta Humala entschuldigte sich hierzu im Fernsehen.